# Galaxie v Andromedě
Galaxie v Andromedě je spirální galaxie, vzdálená přibližně 2,5 miliónu světelných let (2,4×1019 km) od Země, v souhvězdí Andromedy. Je také známa pod katalogovým označením Messier 31 (M31) a NGC 224, ve starší astronomické literatuře má často označení Velká mlhovina v Andromedě. Galaxie v Andromedě je nejbližší spirální galaxie k naší Mléčné dráze, ale není nejbližší galaxií. Má jméno po oblasti hvězdné oblohy, ve které se nachází a která je pojmenována po mytologické princezně Andromedě. Galaxie v Andromedě je největší galaxie z Místní skupiny galaxií, která také obsahuje naši Mléčnou dráhu, Galaxii v Trojúhelníku a přibližně 30 dalších menších galaxií. Přestože je největší, nemusí být nejhmotnější, nedávná zjištění naznačují, že Mléčná dráha obsahuje více temné hmoty, a proto může být nejhmotnější galaxií v Místní skupině. Pozorováním Spitzerova vesmírného dalekohledu bylo zjištěno, že v galaxii M31 se nachází bilión (1012) hvězd,, což je nejméně dvojnásobný počet hvězd Mléčné dráhy, jejichž počet se odhaduje na 200 až 400 miliard.
Hmotnost Galaxie v Andromedě se odhaduje na 7,1×1011 Sluncí.
Studie z roku 2009 odhadla, že Mléčná dráha a M31 mají přibližně stejnou hmotnost,, jiná studie z roku 2006 odhadla hmotnost naší galaxie na přibližně 80 % hmotnosti Galaxie v Andromedě. Očekává se, že obě galaxie se za více než 4,5 miliardy let začnou spojovat a pravděpodobně vytvoří obří eliptickou galaxii.
Galaxie má zdánlivou hvězdnou velikost 3,4m, je jedním z nejjasnějších objektů Messierova katalogu, lze ji spatřit pouhým okem za bezměsíčné noci, i při pohledu z oblastí s malým světelným znečištěním. Na fotografiích pořízených větším dalekohledem se jeví šestkrát větší než Měsíc v úplňku, viditelná pouhým okem nebo malým dalekohledem či triédrem je ale pouze její centrální oblast.

## Historie pozorování
První doložený záznam o pozorování Galaxie v Andromedě pochází z roku 964, kdy ji ve své Knize stálic katalogizoval perský astronom as-Súfí, který ji popsal jako mlhavý obláček a nazval ji Malý mrak. Galaxie však zřejmě byla pozorována podstatně dříve. Na mapách hvězdné oblohy z tohoto období je označena jako malý obláček. První popis objektu na základě pozorování dalekohledem pochází od německého astronoma Simona Maria z 15. prosince 1612. Charles Messier katalogizoval galaxii pod označením Messier 31 v roce 1764 a její objev nesprávně připsal Simonu Mariovi, nebylo mu známo dílo as-Sufího. V roce 1785 astronom William Herschel zaznamenal slabý načervenalý odstín v jádře M31. Věřil, že je nejbližší ze všech "velkých mlhovin" a na základě barvy a velikosti mlhoviny nesprávně usoudil, že není vzdálena více než 2 000krát od Země než Sirius.
William Huggins v roce 1864 pozoroval spektrum M31 a poznal, že se liší od spektra plynných mlhovin. V spektru M31 se zobrazuje kontinuita frekvencí, které se překrývají s tmavými spektrálními čarami a které napomáhají určit chemické složení objektu. Spektrum mlhoviny v Andromedě bylo velmi podobné spektru jednotlivých hvězd a z toho bylo možné usoudit, že M31 má hvězdnou povahu. V roce 1885 byla pozorována v M31 supernova (označená jako S Andromedae), první a zatím jediná supernova pozorovaná v této galaxii. V té době byla M31 považována za blízký objekt, takže za příčinu nebyla považována nova, a mnohem méně jasný objekt nesouvisející s novou a objekt byl pojmenován Nova 1885.

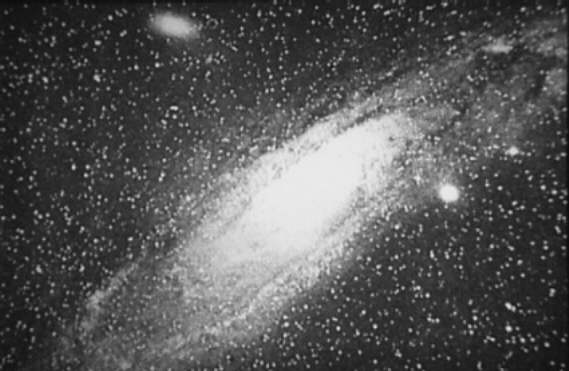
Fotografie Galaxie v Andromedě pořízená v roce 1887 Isaacem Robertsem

První fotografie M31 byly pořízeny v roce 1887 Isaacem Robertsem v Anglii v jeho soukromé observatoři v Sussexu. Dlouhotrvající expozice poprvé umožnila spatřit spirální strukturu galaxie. V té době se věřilo, že objekt je mlhovinou v naší galaxii, a proto i Roberts měl mylnou představu, že M31 a podobné spirální mlhoviny jsou ve skutečnosti vznikající planetární soustavy s planetami. Radiální rychlost objektu vzhledem k naší Sluneční soustavě byla poprvé změřena v roce 1912 Vestem Slipherem na Lowellově observatoři pomocí spektroskopie. Výsledkem byla největší rychlost, která byla zaznamenána ve své době, 300 kilometrů za sekundu, pohybující se směrem k Slunci.
Ještě v 17. století ji Christiaan Huygens považoval za otvor do oblohy, kterým je možno vidět do prostorů nad oblohou. Edmund Halley se domníval, že jde o otvor, kterým k nám proniká světlo z věčného dne – tedy světlo, které podle Bible vzniklo první den. 15. prosince 1612 ji německý astronom Simon Marius poprvé pozoroval dalekohledem, popsal ji, ale nepodařilo se mu rozlišit spirální ramena na jednotlivé hvězdy. Mariův popis převzal Charles Messier, který ji zařadil do svého katalogu jako M31. Její vzdálenost poprvé určil v roce 1923 Edwin Hubble za pomoci cefeid. Tímto objevem bylo dokázáno, že M31, ale i další spirální mlhoviny (tak se dříve galaxiím říkalo), jsou obrovské systémy mnoha miliónů hvězd, tak jako naše Galaxie. Jednotlivé hvězdy se – v okrajových částech – podařilo rozlišit roku 1922 Edwinu Hubbleovi; v jádře galaxie je rozlišil W. Baade v roce 1944.

### Teorie ostrovních vesmírů

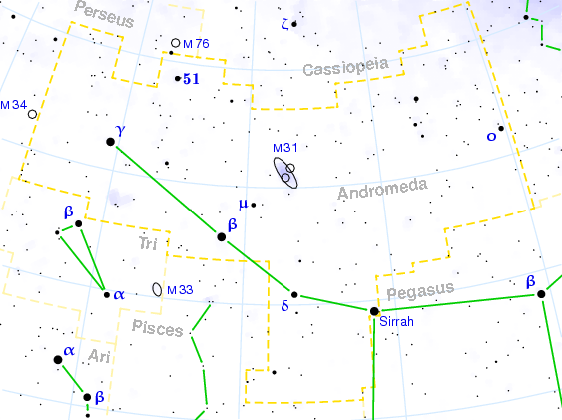
Poloha Galaxie v souhvězdí Andromedy

V roce 1917 americký astronom Heber Curtis pozoroval novu v M31. Prohledal starší fotografické záznamy a objevil 11 dalších nov. Curtis si všiml, že novy jsou v průměru o 10 magnitud slabší než ty, které se vyskytly jinde na obloze. Proto přišel s odhadem vzdálenosti objektu 500 tisíc světelných let (3,2×1010 AU). Stal se stoupencem hypotézy tzv. ostrovních vesmírů, díky které se došlo k poznání, že spirální mlhoviny jsou skutečně nezávislé galaxie. V roce 1920 se konala Velká debata mezi Harlowem, Shapleym a Curtisem o povaze naší Galaxie, spirálních mlhovinách a rozměrech vesmíru. Na podporu svého tvrzení, že Velká mlhovina v Andromedě (M31) je galaxie mimo naši Mléčnou dráhu, Curtis poznamenal, že se v ní nacházejí tmavé pruhy, které se podobají prachovým mračnům v naší vlastní Galaxii, stejně jako její výrazný Dopplerův jev. V roce 1922 Ernst Öpik představil velmi elegantní a jednoduchou astrofyzikální metodu k odhadu vzdálenosti M31. Jeho výsledek umístil mlhovinu v Andromedě daleko mimo naši Galaxii do vzdálenosti asi 450 tisíc parseků, což je asi 1,5 miliónu světelných let. Edwin Hubble ukončil debatu v roce 1925, kdy identifikoval poprvé na astronomických fotografiích M31 proměnné hvězdy cefeidy. Fotografie byly vytvořeny s použitím Hookerova dalekohledu o průměru 2,5 metru na observatoři na Mount Wilsonu, což umožnilo přesně určit vzdálenost Velké mlhoviny v Andromedě. Hubblova měření přesvědčivě prokázala, že není shlukem hvězd a plynu v naší Galaxii, ale je zcela oddělenou galaxií nacházející se ve značné vzdálenosti od Mléčné dráhy.

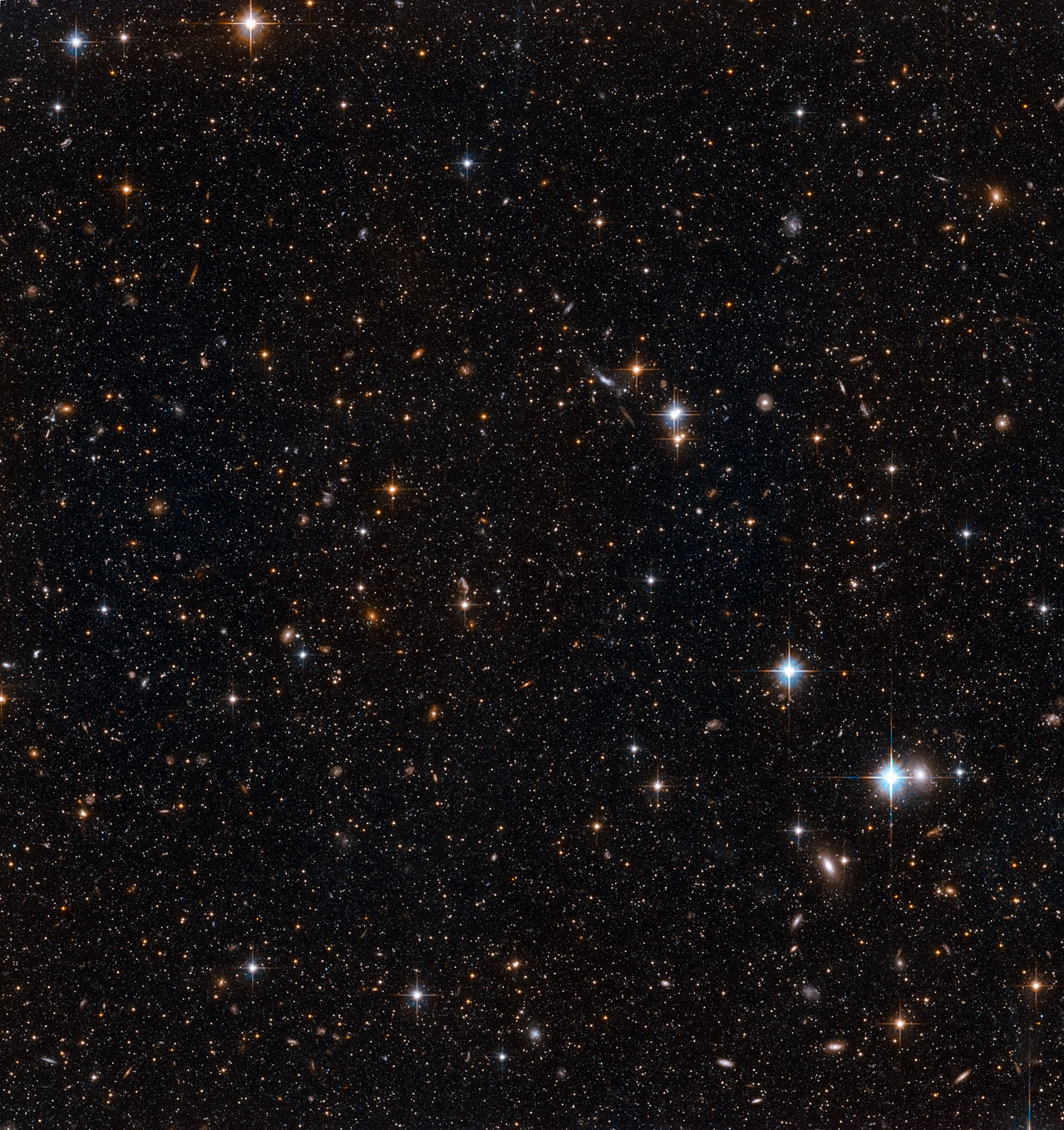
Hvězdy v disku Galaxie v Andromedě

M31 hraje důležitou roli ve vědeckých studiích o galaxiích, jelikož je nejbližší spirální galaxií (i když není nejbližší galaxií). V roce byl 1943 Walter Baade prvním vědcem, kterému se podařilo rozlišit hvězdy v centrální oblasti galaxie v Andromedě. Na základě svých pozorování této galaxie, byl schopný rozpoznat dva odlišné populace hvězd na základě jejich metalicity, našel mladé, rychlé hvězdy v disku galaxie populace I a starší, červené hvězdy ve galaktické výduti populace II. Toto názvosloví bylo následně přijato i pro hvězdy v naší Galaxii, a i v jiných galaxiích. (Na existenci dvou odlišných populací hvězd bylo poukázáno dříve Janem Oortem). Walter Baade také zjistil, že v galaxii existují dva typy cefeid, což mělo za následek zdvojnásobení odhadu vzdálenosti M31, stejně jako ostatních galaxií a vzdáleností ve vesmíru.
Radiové emise z galaxie v Andromedě byla poprvé zaznamenána Hanburym Brownem a Cyrilem Hazardem v Jodrell Bank Observatory pomocí 218 palcového Transit teleskopu, objev byl publikován v roce 1950. (Dřívější pozorování byla uskutečněna průkopníkem radioastronomie Grotem Reberem v roce 1940, ale byla neprůkazná, a jak se později ukázalo, byla řádově příliš vysoká). První radiové mapy galaxie v Andromedě byly zveřejněny v roce 1950 Johnem Baldwinem a spolupracovníky z Cambridge Radio Astronomy Group. Jádro Galaxie v Andromedě má v radioastronomii označení 2C 56 v radioastronomickém 2C katalogu. V roce 2009 byla pravděpodobně objevena první planeta v galaxii v Andromedě. Kandidát na planetu byl detekován pomocí techniky mikročoček, kdy vzniká deformace světla při jeho průchodu poblíž hmotného objektu.

## Popis
Odhad vzdálenosti k Galaxii v Andromedě byl zdvojnásoben roku 1953, kdy bylo zjištěno, že existují dvě populace cefeid. V roce 1990 bylo provedeno měření vzdálenosti pomocí červených obrů, velkého souboru červených polních hvězd (red clump stars), které družice Hipparcos používala ke kalibraci vzdálenosti cefeid.

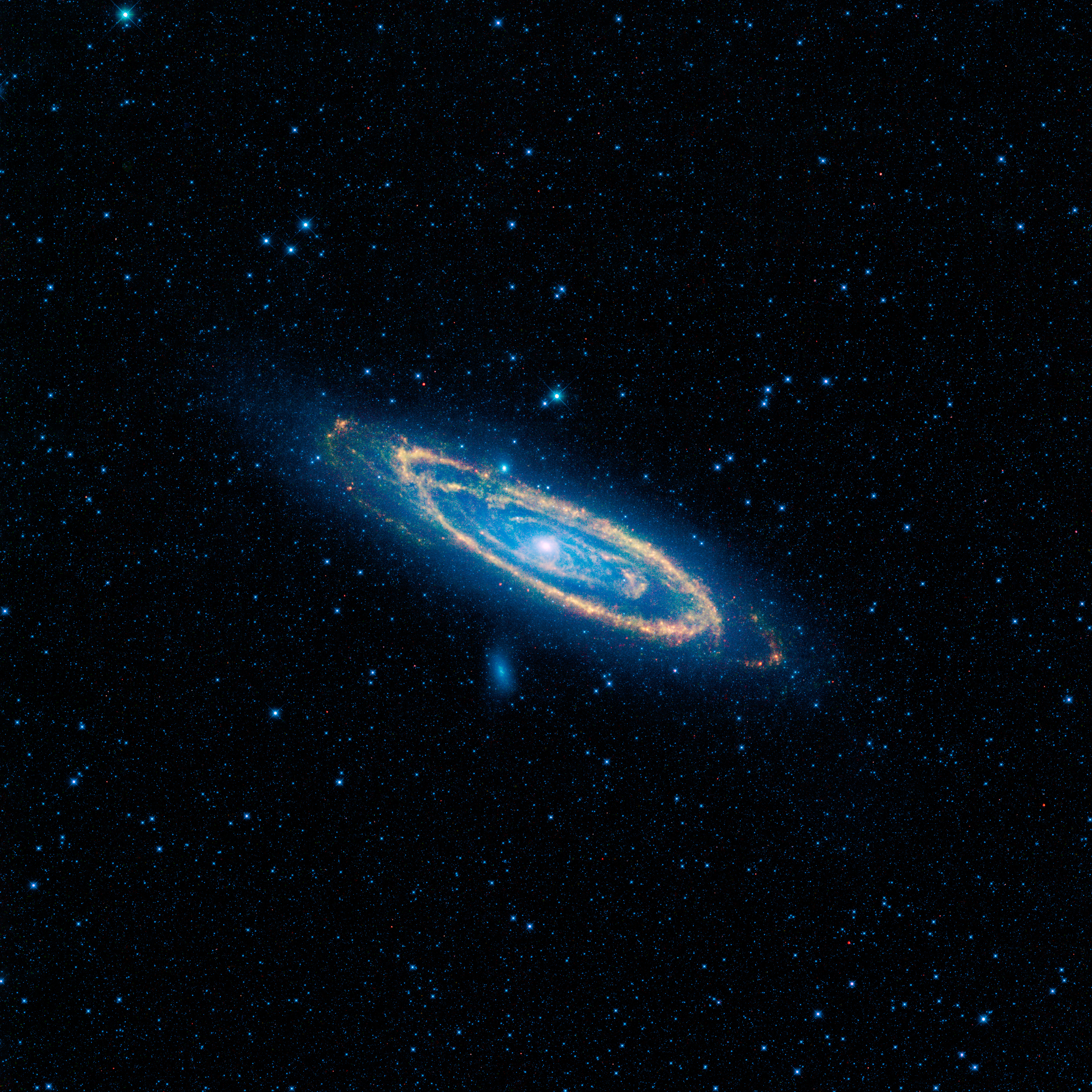
Snímek Galaxie v Andromedě pořízený Wide-field Infrared Survey Explorer

Podle práce týmu astronomů z roku 2010 byla M31 stvořena z kolizí dvou menších galaxií v době před 5 až 9 miliardami let.
Dokument zveřejněný v roce 2012 nastínil základní historii M31 od jejího vzniku. Podle něho galaxie v Andromedě vznikla zhruba před 10 miliardami let sloučením mnoha menších protogalaxií, čímž vznikla galaxie, která byla menší, než kterou můžeme spatřit dnes.
Nejvýznamnější událostí v dávné historii M31 bylo výše uvedené sloučení galaxií, které nastalo přibližně 8 miliardami lety. Tato kolize vytvořila většinu z jejich na kovy bohatých hvězd v halu galaxie a v rozšířeném disku galaxie. Během této epochy byla tvorba hvězd velmi vysoká, do té míry, že se stala Luminous Infrared Galaxy, svítivou infračervenou galaxií na dobu přibližně 100 miliónů let.
Před 2 až 4 miliardami lety měla Galaxie v Andromedě s Galaxií v Trojúhelníku velmi těsné přiblížení. Tato událost byla příčinou vzniku mnoha hvězd v disku Galaxie v Andromedě a dokonce byla příčinou vzniku některých jejich kulových hvězdokup. Byl také narušen vnější disk Galaxie v Trojúhelníku.
Aktivita tvorby hvězd v průběhu posledních 2 miliard let byla mnohem nižší než v minulosti. Galaxie měla interakce se satelitními galaxiemi, jako je M32 a M110, a dalšími, které již pohltila a které vytvořily struktury, jako je obří proud hvězd v Andromedě, který vznikl sloučením s jinou galaxií před zhruba 100 miliony let a která je příčinou rotujícího disku plynu nalezeného v centru M31, stejně jako přítomnost relativně mladé (100 milionů let) hvězdné populace v centru galaxie. Od této doby tvorba hvězd prakticky ustala, teprve v nedávné době byla znovu obnovena.
Galaxie v Andromedě je, po naší Galaxii, nejprozkoumanějším vesmírným objektem. Má průměr kolem 150 000 – 200 000 ly. Obsahuje více než 450 miliard hvězd. Je dvakrát větší a přibližně stejně hmotná jako naše Galaxie. Rovina galaxie je odkloněná od zorného směru o 15°, díky čemuž plně nevyniknou její spirální ramena. Vzhledem k velikosti galaxie je její jádro poměrně malé – jen 15×30 ly. Jádro rotuje jako tuhé těleso, dynamicky nezávisle na ostatních částech galaxie. Perioda rotace jádra je 310 milionů let. Ve větších vzdálenostech rychlost rotace nejprve klesá a potom se opět zvětšuje. Maximální rychlost rotace dosahuje galaxie ve vzdálenosti 42 tisíc ly od jádra – zde dosahuje rotace rychlosti 300 km/s. Z jádra vycházejí dvě dlouhá hlavní spirální ramena. Z posuvu jejich spektrálních čar je možno pomocí Dopplerova posunu vypočítat, že Galaxie v Andromedě se k té naší přibližuje rychlostí 266 km/s. To znamená, že se za 1 až 5 miliard let obě galaxie srazí, čímž vznikne jediná galaxie. Srážky galaxií nejsou ve vesmíru ničím neobvyklým. Již samo jádro M31 naznačuje, že i tato galaxie vznikla srážkou dvou menších galaxií. V Místní skupině je M31 spolu s Mléčnou dráhou nejhmotnější a těžiště celé skupiny se nachází mezi nimi.
Galaxie v Andromedě je tedy velmi podobná Mléčné dráze. Jde o stejný typ. M31 obsahuje také hvězdy hlavní posloupnosti, obry, veleobry, cefeidy, trpaslíky, otevřené hvězdokupy i mezihvězdnou hmotu. V ramenech jsou i modří obři a veleobři a každoročně se v ní pozoruje 30 nov. V jádře se nachází také stovky kulových hvězdokup.

## Satelitní galaxie
Podobně jako Mléčná dráha, má i M31 satelitní galaxie, které ji obíhají. Dvěma nejvýznamnějšími jsou M32 (NGC 221) a M110 (NGC 205). Dalšími satelity jsou NGC 185, NGC 147, Andromeda I, Andromeda II, Andromeda III, Andromeda IV, Andromeda V, Andromeda VI, Andromeda VII, Andromeda VIII, Andromeda IX a Andromeda X. Stále není jisté, zda také Galaxie v Trojúhelníku není satelitem M31.

## Pozorování galaxie

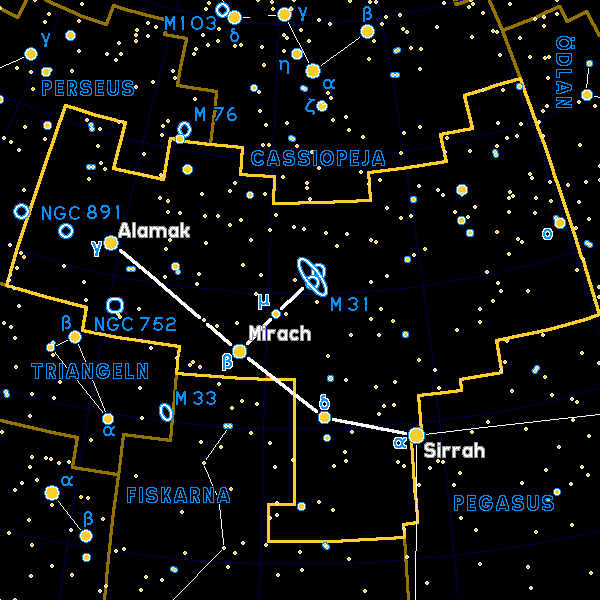
poloha Galaxie v souhvězdí Andromedy

Galaxii M31 je možno vidět v souhvězdí Andromedy poblíž hvězdy ν And, jako slabý mlhavý obláček 4,8 magnitudy. Pouhým okem i malým dalekohledem jsou však vidět jen centrální nejjasnější část. Galaxii lze pouhým okem spatřit i na místě se světelným znečištěním stupně B7, zkušený pozorovatel může tuto galaxii vidět za dobré noci i při B8, ovšem zde je viditelná jen velmi slabě. Spirální ramena lze objevit až s pomocí silnějších přístrojů. Nejjasnější hvězdy dosahují 18 magnitudy a lze je tedy rozeznat za pomoci fotografie s dlouhou expozicí. Ovšem čas od času nějaká nova překročí tuto hodnotu, jako tomu bylo např. v roce 1885, kdy v galaxii v Andromedě vzplanula dokonce supernova, která dosáhla 6 magnitudy, a byla tedy na hranici viditelnosti pouhým okem.